# Carlene King Johnson
Carlene King Johnson Drake (31 mai 1933 - 15 avril 1969),  est une reine de beauté américaine, élue miss USA 1955, après avoir remporté le titre de miss Vermont (en) 1953.

## Source de la traduction
- (en) Cet article est partiellement ou en totalité issu de l’article de Wikipédia en anglais intitulé « Carlene King Johnson » (voir la liste des auteurs).